# Nivôse

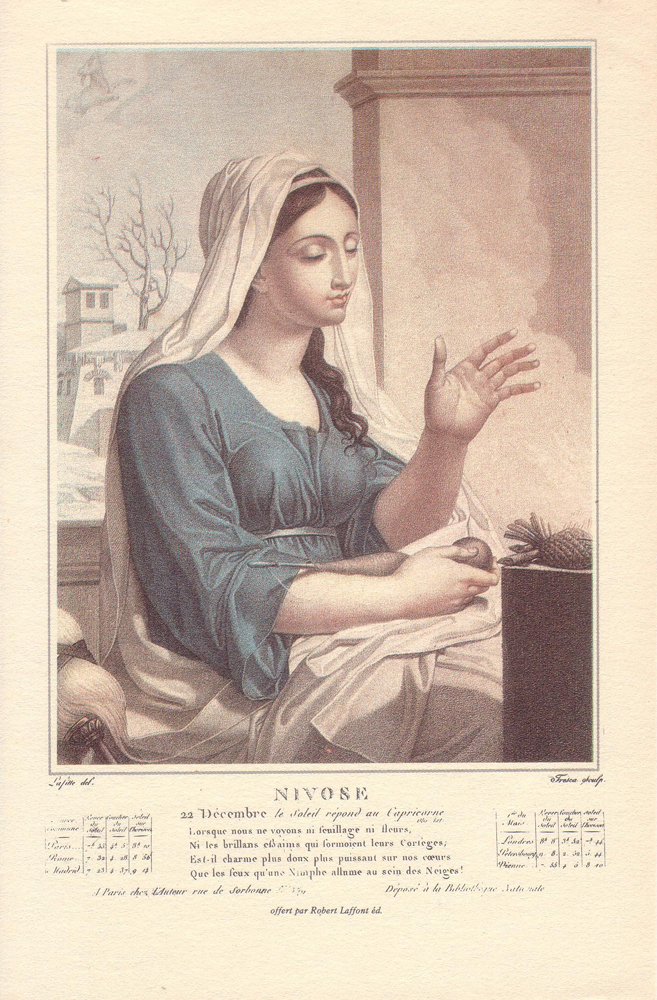
A hónap allegorikus ábrázolása

Nivôse (ejtsd: nivóz), magyarul: Hó hava, a francia forradalmi naptár negyedik, téli hónapja.
Megközelítően – az évektől függően egy-két nap eltéréssel – megegyezik a Gergely-naptár szerinti december 21-étől január 19-éig terjedő időszakkal, amikor a Nap áthalad az állatöv Bak csillagképén.
A latin Nivosus, „havas” szóból származik. Az elnevezést „a decemberben és januárban földet fehérítő hóról” kapta, olvasható Fabre d’Églantine költő javaslatában, melyet 1793. október 24-én, a „Naptárkészítő Bizottság” nevében nyújtott be a Nemzeti Konventnek.
A II. esztendő Hó hava 4-én kelt (1793. november 24.), "az időszámításról, az év kezdetéről, és szerkezetéről, valamint a napok és hónapok nevéről" szóló rendelet a Nivose (kúpos ékezet nélküli) változatot írta elő. Az ékezet használata azonban – pontosan meg nem határozható időponttól – fokozatosan terjedt el, ezért a kor írott emlékei közül több ezren ékezet nélküli változat fordul elő.
E hónap nevét viseli a francia haditengerészet F-732 lajstromjelű, Prairial osztályú fregattja.

## Átszámítás
| I. év | II. év | III. év | V. év | VI. év | VII. év |

| december | 1792-1793 | 1793-1794 | 1794-1795 | 1796-1797 | 1797-1798 | 1798-1799 | január |

| I. év | II. év | III. év | V. év | VI. év | VII. év |

| december | 1792-1793 | 1793-1794 | 1794-1795 | 1796-1797 | 1797-1798 | 1798-1799 | január |

| IV. év | VIII. év | IX. év | X. év | XI. év | XIII. év | XIV. év |

| december | 1795-1796 | 1799-1800 | 1800-1801 | 1801-1802 | 1802-1803 | 1804-1805 | 1805-1806 | január |

| IV. év | VIII. év | IX. év | X. év | XI. év | XIII. év | XIV. év |

| december | 1795-1796 | 1799-1800 | 1800-1801 | 1801-1802 | 1802-1803 | 1804-1805 | 1805-1806 | január |

| XII. év |

| december | 1803-1804 | január |

| XII. év |

| december | 1803-1804 | január |

## Napjai
| A "Nivôse" hónap napjai | A "Nivôse" hónap napjai | A "Nivôse" hónap napjai | A "Nivôse" hónap napjai | A "Nivôse" hónap napjai | A "Nivôse" hónap napjai | A "Nivôse" hónap napjai   |
| ----------------------- | ----------------------- | ----------------------- | ----------------------- | ----------------------- | ----------------------- | ------------------------- |
|                         | 1. dekád                | 1. dekád                | 2. dekád                | 2. dekád                | 3. dekád                | 3. dekád                  |
| Primidi                 | 1.                      | Tourbe (tőzeg)          | 11.                     | Granit (gránit)         | 21.                     | Pierre à plâtre (gipszkő) |
| Duodi                   | 2.                      | Houille (kőszén)        | 12.                     | Argile (agyag)          | 22.                     | Sel (só)                  |
| Tridi                   | 3.                      | Bitume (bitumen)        | 13.                     | Ardoise (pala)          | 23.                     | Fer (vas)                 |
| Quartidi                | 4.                      | Soufre (kén)            | 14.                     | Grès (homokkő)          | 24.                     | Cuivre (réz)              |
| Quintidi                | 5.                      | Chien (kutya)           | 15.                     | Lapin (nyúl)            | 25.                     | Chat (macska)             |
| Sextidi                 | 6.                      | Lave (láva)             | 16.                     | Silex (kovakő)          | 26.                     | Étain (ón)                |
| Septidi                 | 7.                      | Terre végétale (humusz) | 17.                     | Marne (márga)           | 27.                     | Plomb (ólom)              |
| Octidi                  | 8.                      | Fumier (trágya)         | 18.                     | Pierre à chaux (mészkő) | 28.                     | Zinc (cink)               |
| Nonidi                  | 9.                      | Salpêtre (salétrom)     | 19.                     | Marbre (márvány)        | 29.                     | Mercure (higany)          |
| Decadi                  | 10.                     | Fléau (cséphadaró)      | 20.                     | Van (gabonaszelelő)     | 30.                     | Crible (rosta)            |